# 시아야현

시아야현

시아야현(Siaya County)은 케냐를 구성하는 47개 현 가운데 하나로 현도는 시아야이며 면적은 2,496.1km2, 인구는 842,304명(2009년 기준)이다. 2013년에 실시된 행정 구역 개편에 따라 니안자주에서 분리되어 신설되었다. 북쪽으로는 부시아현, 북동쪽으로는 카카메가현, 동쪽으로는 비히가현과 키수무현과 접한다.